# Amphioplus macilentus
Amphioplus macilentus är en ormstjärneart. Amphioplus macilentus ingår i släktet Amphioplus och familjen trådormstjärnor. Inga underarter finns listade i Catalogue of Life.